# Bezirk Zborów

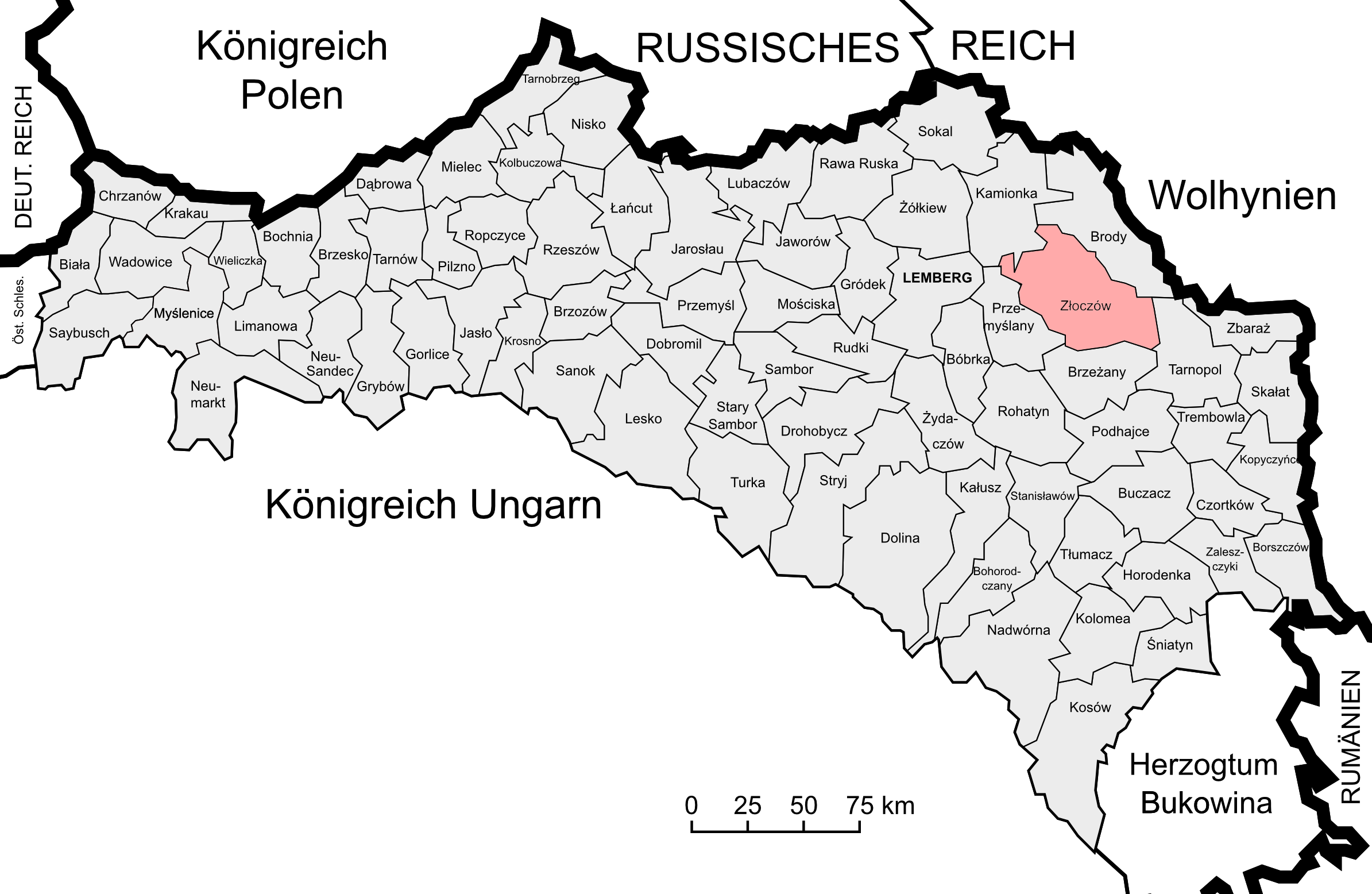
Lage des Bezirks Zborów (als Teil des Bezirks Złoczów) im Kronland Galizien und Lodomerien

Der Bezirk Zborów war ein politischer Bezirk im Kronland Galizien und Lodomerien. Sein Gebiet umfasste Teile Ostgaliziens in der heutigen Westukraine (Oblast Ternopil und Oblast Lwiw, Rajon Sboriw sowie Teile des Rajons Solotschiw), Sitz der Bezirkshauptmannschaft war der Ort Zborów. Nach dem Ersten Weltkrieg musste Österreich den gesamten Bezirk an Polen abtreten.
Er grenzte im Norden an den Bezirk Brody, im Osten an den Bezirk Tarnopol, im Süden an den Bezirk Brzeżany, im Westen an den Bezirk Przemyślany sowie im Nordwesten an den Bezirk Złoczów.

## Geschichte
Der Bezirk entstand erst spät im Verlauf der Verwaltungsgeschichte Galiziens, konkret wurde er am 1. September 1904 durch das Ausscheiden des Gerichtsbezirks Zborów aus dem Bezirk Złoczów geschaffen.
Der Bezirk Zborów bestand bei der Volkszählung 1910 aus 59 Gemeinden sowie 44 Gutsgebieten und umfasste eine Fläche von 637 km². Hatte die Bevölkerung 1900 noch 54.972 Menschen umfasst, so lebten hier 1910 60.665 Menschen. Auf dem Gebiet lebten dabei mehrheitlich Menschen mit ruthenischer Umgangssprache (68 %) und griechisch-katholischem Glauben, Juden machten rund 10 % der Bevölkerung aus.
Am 1. September 1911 kam zu dem bereits bestehenden Gerichtsbezirk Zborów noch der Gerichtsbezirk Załoźce (aus dem Bezirk Brody) hinzu.

## Ortschaften
Auf dem Gebiet des Bezirks bestand 1910 ein Bezirksgericht in Zborów, diesem waren folgende Orte zugeordnet:
Gerichtsbezirk Zborów:
- Beremowce
- Białkowce
- Białogłowy
- Białokiernica
- Bogdanówka
- Bohutyn
- Bubszczany
- Bzowica
- Cecowa
- Daniłowce
- Harbuzów
- Hodów mit den Ortsteilen Hodów und Józefówka
- Hukałowce
- Iwaczów
- Jackowce
- Jarczowce
- Jarosławice
- Markt Jezierna
- Jezierzanka
- Kabarowce
- Kalne
- Korszyłów mit den Ortsteilen Korszyłów und Pohrebce
- Krasna
- Kudobińce
- Kudynowce
- Łopuszany
- Machnowce
- Manajów
- Meteniów
- Młynowce
- Moniłówka
- Mszana
- Nesterowce
- Neterpińce
- Nuszcze
- Olejów
- Ostaszowce
- Perepelniki
- Pleśniany
- Podhajczyki mit den Ortsteilen Podhajczyki und Wołosówka
- Stadt Pomorzany
- Presowce
- Rozhadów
- Serwery
- Sławna
- Torhów
- Trawotłoki mit den Ortsteilen Ławrykowce, Trawotłoki und Zarudka
- Tustogłowy
- Urlów mit den Ortsteilen Chrabużna und Urlów
- Wołczkowce
- Żabin
- Zarudzie
- Markt Zborów

1911 kam dann noch der verkleinerte Gerichtsbezirk Załoźce hinzu:
- Batków
- Blich
- Czystopady
- Gontowa
- Hnidawa
- Łukawiec
- Markt Markopol
- Milno
- Panasówka
- Podbereźce
- Ratyszcze
- Reniów
- Seretec
- Trościaniec Wielki
- Wertełka
- Zagórze
- Markt Załoźce